# Vanda (jméno)
Vanda je ženské křestní jméno patrně polského nebo starogermánského původu, jehož význam není zcela jasný, existuje několik teorií. Nejčastěji se udává, že jméno bylo odvozeno od řeky Vandalus. Jiné teorie tvrdí, že jde o odvozeninu z německých slov wendel, znamenajícího putovat, toulat se, nebo winidaz, znamenajícího „Polabská Slovanka“, tedy příslušnice slovanského národa žijícího na hranici Německa a Polska. Jméno může znamenat i členka starogermánského kmene Vandalů, který žil v okolí řeky Vandalus a byl znám svým barbarským chováním.
Domácké varianty jména Vanda zahrnují Vandička, Vandina, Vanuše, Vany, Vandinka, Vanduš či Dina. Do češtiny se jméno dostalo z polského Wanda. Podobné jméno je Vendelín.
Podle českého kalendáře má svátek 6. února.

## Statistické údaje
Následující tabulka uvádí četnost jména v ČR a pořadí mezi ženskými jmény ve srovnání dvou roků, pro které jsou dostupné údaje MV ČR – lze z ní tedy vysledovat trend v užívání tohoto jména:
| Rok       | Četnost  | Pořadí   |
| 1999      | 3034     | 143.     |
| 2002      | 3030     | 144.     |
| Porovnání | o 4 méně | o 1 hůře |

Změna procentního zastoupení tohoto jména mezi žijícími ženami v ČR (tj. procentní změna se započítáním celkového úbytku žen v ČR za sledované tři roky) je +0,7%.

## Známé nositelky jména
- Vanda Biněvská – česká ostřelovačka, hrdinka 2. světové války
- Vanda Hybnerová – česká herečka
- Vanda Chaloupková – česká herečka
- Vanda Janda – česká modelka
- Wanda Jackson – americká country zpěvačka
- Wanda Rutkiewicz – polská horolezkyně

## Vanda může být také
- příjmení
- odrůda jablek
- Vanda store – český internetový obchod